# José María Medina (Politiker)
José María Medina (* 19. März 1826 in Sensenti, Honduras; † 23. Januar 1878 in Santa Rosa de Copán) war vom 21. Juni 1863 bis 24. August 1876 mit Unterbrechungen Präsident von Honduras.

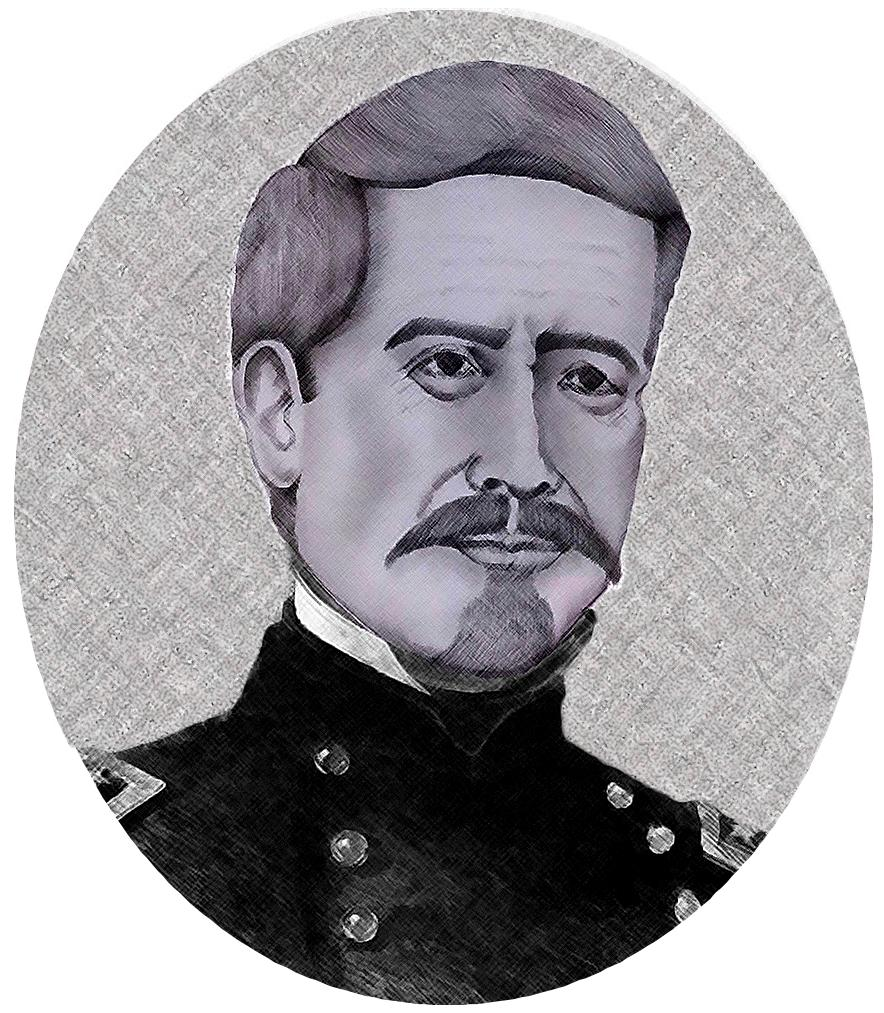
José María Medina

## Leben

### Frühe Laufbahn
Seine Mutter war Antonia Medina. Sein Lehrer war Eusebio Toro. 1844 trat er der Armee bei. Bei den Feldzügen gegen die Filibusteropiraten unter William Walker war er beteiligt.
Am 10. Juni 1862 ließ José Rafael Carrera Turcios Honduras durch von Vicente Cerna Sandoval kommandierte Truppen überfallen, Ciudad de Comayagua und Llanos de Santa Rosa besetzen. José María Medina war Befehlshaber der Festung von Omoa, als solcher lieferte er diese General Carrera aus und folgte Carrera nach Guatemala, wo er für diesen Dienst mit der Beförderung zum Oberstleutnant belohnt wurde.
1863 initiierte Florencio Xatruch Villagra einen Aufstand, in dessen Folge Carrera José María Medina als Gegenregierung zu José Francisco Montes Fonseca am 20. Juni 1863 in Gracias, einsetzte. Mit der Amtsübergabe von Francisco Inestroza, welcher als Präsident fungieren durfte, als sich Medina Anfang 1864 wählen ließ, ernannte Medina Xatruch am 15. Februar 1864 zu seinem Stellvertreter. Wegen eines Streits mit Medina entließ dieser Xatruch aus der Stellvertretung. Xatruch exilierte nach El Salvador, wo ihn im Mai 1876 Francisco Dueñas Díaz zum Befehlshabers der Garnison von Trujillo ernannte.

### Aufstand von Olancho
Am 7. Dezember 1864 löste die Verhaftung des Abgeordneten Rosales einen Aufstand in Olancho aus. Angeführt wurde der Aufstand von den Obersten Barahona, Zavala und Antúnez. Mehr als 1.000 Aufständische marschierten 1865 Richtung Tegucigalpa. Während des Aufstandes kam Medina nicht aus Yoro im Departamento Yoro heraus, bevor ihm nicht versichert worden war, dass die Gefahr vorüber sei. Am 25. Dezember 1864 gab er den schriftlichen Befehl, den sein Minister Francisco Cruz gegenzeichnete. In diesem ermutigte er seine Offiziere, Gefangene zu töten. Damals war in der Verfassung die Todesstrafe abgeschafft und Zivilisten durften nicht vor Militärgerichte gestellt werden. Hätten seine Generäle Juan López Gutiérrez und Juan Antonio Medina Orellana den Befehl buchstabengetreu ausgeführt, wären alle Bewohner von Olancho vernichtet worden. 200 Männer wurden erschossen und 500 gehängt.
1865 wurde eine Verfassung emittiert, die Honduras als Republik bezeichnete.
Im April 1871 erklärte Medina El Salvador den Krieg. Francisco Dueñas Díaz wurde durch Mariscal Santiago González Portillo gestürzt. Mariscal Santiago Gonzáles und Florencio Xatruch Villagra einigten sich, Medina zu stürzen. Mit einer Armee von 300 Soldaten aus Honduras und 700 aus El Salvador fielen sie in Honduras ein. Medina betraute seinen Stellvertreter Inocente Rodríguez mit der Regierungsführung und engagierte sich persönlich bei der Verteidigung seiner Präsidentschaft. Die Truppen von Xatruch wurden geschlagen und Xatruch floh nach Nicaragua.
Guatemala und El Salvador hatte liberale und antiklerikale Regierungen. Im März 1872 griffen Truppen aus Guatemala und El Salvador Honduras an, schlugen die Armee von Honduras und ersetzten Präsident José Maria Medina durch Carlos Céleo Arias López. Medina wurde in Omoa verhaftet und nach Comayagua gebracht, wo er bis zum 13. Januar 1874 in Haft blieb, als Ponciano Leiva die Macht übernahm.
Im Januar 1876 initiierte José Maria Medina von Gracías einen Aufstand gegen Ponciano Leiva.
Am 23. Januar 1878 wurde Medina füsiliert.